# 해왕성에서 본 천왕성 일면통과

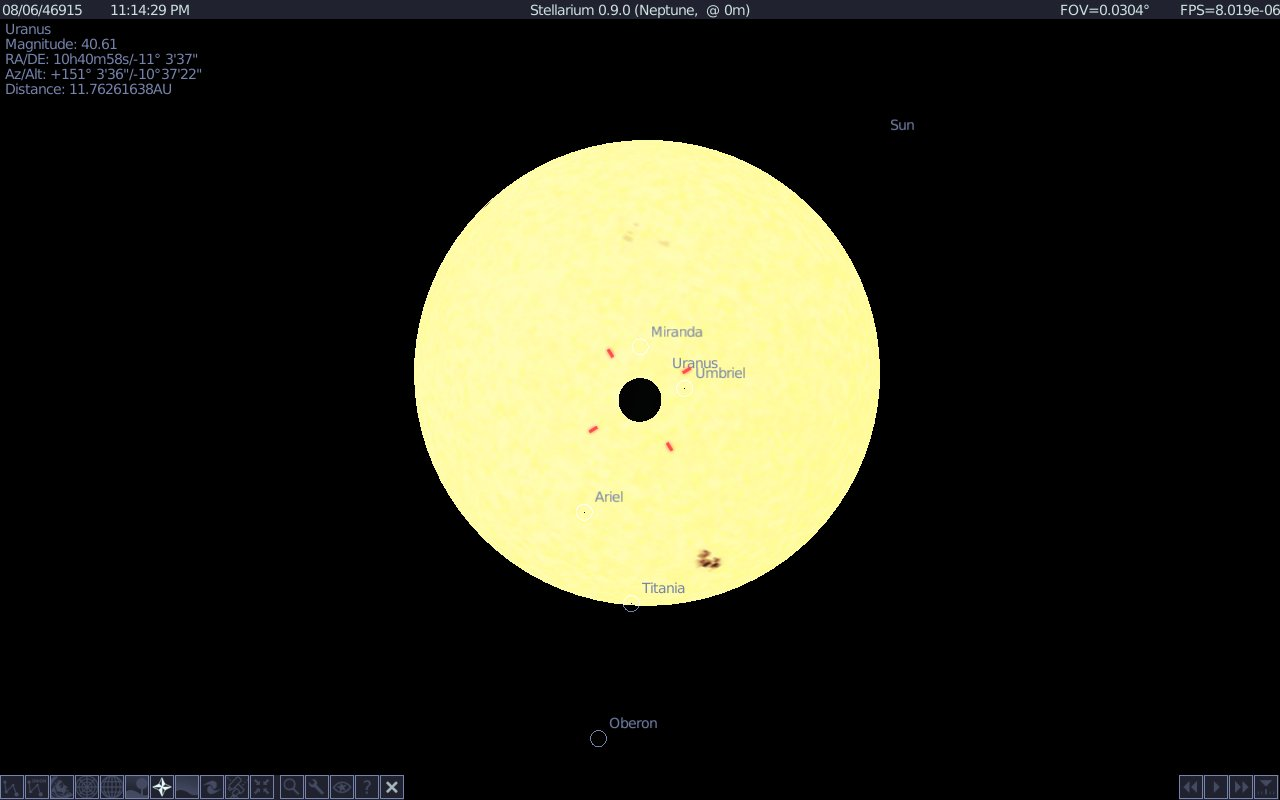
시뮬레이터를 이용한, 해왕성에서 본 천왕성의 일면 통과 순간.

해왕성에서 본 천왕성 일면통과는 천왕성이 해왕성과 태양 사이를 정확히 통과할 때 발생한다. 해왕성에서 본 천왕성은 태양 위를 지나가는 작은 점으로 보일 것이다. 천왕성이 태양 표면을 완전히 횡단하는 데 걸리는 시간은 약 42시간이다.
해왕성에서 보는 천왕성의 일면통과는 태양계 여덟 행성을 포함한 모든 일면통과 중 가장 드물게 일어난다. 이는 천왕성과 해왕성의 회합 주기가 172년으로 매우 긴데다, 해왕성에서 본 태양의 시지름이 1.07'에 불과하기 때문이다. 다음번 해왕성에서 본 천왕성 일면통과는 서기 38,172년 10월에 일어난다.

## 같이 보기
- 통과 (천문학)